# ادامو، بخش پادبیس
ادامو، بخش پادبیس (به لاتین: Adamów, Poddębice County) در لهستان است که در Gmina Poddębice واقع شده‌است.